# Here Comes Revenge
«Here Comes Revenge» (En español: «Aquí viene la venganza») es la novena canción del álbum de estudio titulado Hardwired... to Self-Destruct del grupo musical estadounidense de thrash metal Metallica. 
James Hetfield explicó en una entrevista de la Virgin Radio el oscuro significado de esta canción:“Hay una pareja que apareció en muchos shows de la banda, y se hicieron seguidores porque su hija era una gran fan, y ella había sido asesinada por un conductor ebrio, esto me golpeó: ¿Cómo pueden ustedes encontrar algo positivo en el mundo para conectar con su hija otra vez? Lo hicieron con Metallica, con la música que amaba, en lugar de simplemente romper con todo y amargarse, dijo el líder.“Ella era joven. ¿Cómo no podrías estar enojado? ¿Cómo no querrías ir tras alguien? Pero lo que decidieron hacer fue abrazar la música que amaba, y llegar a conocerla a través de la música y conectarse de esa manera en su lugar. Siguen apareciendo en los shows, me encantan. Ahora somos amigos”.

## Créditos
- James Hetfield: Voz y guitarra rítmica.
- Kirk Hammett: Guitarra líder.
- Robert Trujillo: Bajo eléctrico.
- Lars Ulrich: Batería y percusión.